# Torfajökull
Torfajökull è un piccolo ghiacciaio islandese situato nella regione di Suðurland nel Sud del paese. È situato a Nord del ghiacciaio Mýrdalsjökull e a Sud del bacino idrico Þórisvatn. Il ghiacciaio è alto 1190 metri ed è ampio 15 km².
L'ultima eruzione vulcanica risale al 1477 nel Basso Medioevo.
In lingua islandese, Torfajökull significa Ghiacciaio di Torfi in riferimento a Torfi Jónsson í Klofa, una figura storica islandese, e molte sono le leggende che circondano questo nome. La più popolare è la fuga del contadino Torfi e della sua famiglia sul ghiacciaio per scampare alla peste che era arrivata in Islanda.